# Monteroni International 2012
Il Monteroni International 2012 è stato un torneo di tennis facente parte della categoria ITF Women's Circuit nell'ambito dell'ITF Women's Circuit 2012. Il torneo si è giocato a Monteroni d'Arbia in Italia dal 6 al 12 agosto 2012 su campi in terra rossa e aveva un montepremi di $25,000.

## Vincitori

### Singolare
Estelle Guisard ha battuto in finale  Anne Schäfer con il punteggio di 6–3, 6–1

### Doppio
Federica di Sarra /  Anastasia Grymalska hanno battuto in finale  Alice Balducci /  Karin Knapp con il punteggio di 6–4, 5–7, [10–7]